# Colostethus panamansis
Colostethus panamansis är en groddjursart som först beskrevs av Dunn 1933.  Colostethus panamansis ingår i släktet Colostethus och familjen pilgiftsgrodor. IUCN kategoriserar arten globalt som livskraftig. Inga underarter finns listade i Catalogue of Life.